# Villorsonnens
Villorsonnens ist eine politische Gemeinde im Distrikt Glâne des Kantons Freiburg in der Schweiz. Sie entstand am 1. Januar 2001 durch Fusion der vier vorher selbständigen Gemeinden Chavannes-sous-Orsonnens, Orsonnens, Villargiroud und Villarsiviriaux.

## Geographie
Villorsonnens liegt 6 km ostnordöstlich des Bezirkshauptortes Romont (Luftlinie). Die Gemeinde erstreckt sich auf dem Molasseplateau am Nordfuss des Hügelzuges des Gibloux, südlich des Glânetals, im Freiburger Mittelland.
Die Fläche des 15,5 km² grossen Gemeindegebiets umfasst einen Abschnitt der Molassehöhen des Freiburger Mittellandes. Die nördliche Grenze verläuft entlang des Mittellaufs der Glâne, die hier eine bis zu 500 m breite flache Talniederung durchfliesst. Von hier erstreckt sich der Gemeindeboden südwärts über den Wald Bois Mottaux und die Anhöhe von Le Vusy (709 m ü. M.) in die Talaue der Neirigue. Südlich dieses Flusslaufs reicht das Gebiet auf das Plateau von Orsonnens, das im Südwesten vom Bois de Saugy (bis 870 m ü. M.), im Nordosten vom Bois de Vernex begrenzt wird. Der südlichste Gemeindeteil liegt im Einzugsgebiet des Baches Glèbe mit seinem linken Seitenbach Ruisseau du Guelbe. Er umfasst den teils bewaldeten, teils mit Weiden bestandenen Nordhang des Gibloux, der durch die Quellbäche des Glèbe in verschiedene Tälchen und Vorsprünge (darunter der Wald La Joux) untergliedert ist. Der höchste Punkt von Villorsonnens wird mit 1204 m ü. M. auf dem Gipfel des Gibloux erreicht, auf dessen Kamm die Südgrenze verläuft. Von der Gemeindefläche entfielen 1997 5 % auf Siedlungen, 28 % auf Wald und Gehölze, 66 % auf Landwirtschaft, und etwas weniger als 1 % war unproduktives Land.
Die Gemeinde Villorsonnens besteht aus den Dörfern Chavannes-sous-Orsonnens (656 m ü. M.) im Tal der Neirigue, Orsonnens (699 m ü. M.) auf einem Plateau südöstlich der Neirigue, Villargiroud (787 m ü. M.) und Villarsiviriaux (833 m ü. M.) am Nordfuss des Gibloux. Daneben gehören die Weiler Grange la Battia (685 m ü. M.) im Glânetal, La Fortune (688 m ü. M.) auf der Höhe westlich der Neirigue, Le Moulin (660 m ü. M.) an der Neirigue und Vers-le-Moulin (642 m ü. M.) oberhalb der Mündung der Neirigue in die Glâne sowie einige Hofsiedlungen und Einzelhöfe zu Villorsonnens. Nachbargemeinden von Villorsonnens sind Villaz, Chénens, Autigny, Gibloux, Sorens, Le Châtelard und Massonnens.

## Bevölkerung
Mit 1526 Einwohnern (Stand 31. Dezember 2023) gehört Villorsonnens zu den mittelgrossen Gemeinden des Kantons Freiburg. Von den Bewohnern sind 92,6 % französischsprachig, 2,7 % deutschsprachig, und 1,7 % sprechen Portugiesisch (Stand 2000). Die Bevölkerungszahl von Villorsonnens belief sich 1900 auf 1140 Einwohner. Im Verlauf der ersten Hälfte des 20. Jahrhunderts stieg die Einwohnerzahl langsam an und erreichte 1940 mit 1277 Einwohnern den Höchststand. Danach wurde durch starke Abwanderung bis 1980 ein Rückgang um über 35 % auf 815 Personen beobachtet. Erst seither wurde wieder ein deutliches Bevölkerungswachstum verzeichnet.

## Wirtschaft
Villorsonnens war bis in die zweite Hälfte des 20. Jahrhunderts ein vorwiegend durch die Landwirtschaft geprägtes Dorf. Noch heute haben die Milchwirtschaft, die Viehzucht und der Ackerbau einen gewissen Stellenwert in der Erwerbsstruktur der Bevölkerung. Weitere Arbeitsplätze sind im lokalen Kleingewerbe und vor allem im Dienstleistungssektor vorhanden. In den letzten Jahrzehnten hat sich Villorsonnens auch zu einer Wohngemeinde entwickelt. Viele Erwerbstätige sind deshalb Wegpendler, die hauptsächlich in den Regionen Romont und Freiburg arbeiten.

## Verkehr
Die Gemeinde liegt abseits der grösseren Durchgangsstrassen an einer Verbindungsstrasse von Villaz-Saint-Pierre nach Vuisternens-en-Ogoz. Durch die Buslinie der Transports publics Fribourgeois, die von Romont nach Farvagny verkehrt, sind die Dörfer von Villorsonnens an das Netz des öffentlichen Verkehrs angebunden.

## Geschichte
Seit dem Mittelalter stand das Gemeindegebiet von Villorsonnens unter dem Einflussbereich der Herrschaft Pont-en-Ogoz, wobei Orsonnens, Chavannes-sous-Orsonnens und Villargiroud drei kleine Herrschaften bildeten. Gegen Ende des 15. Jahrhunderts kamen die Dörfer allmählich unter die Herrschaft von Freiburg und wurden der Vogtei Pont-Farvagny zugeteilt. Nach dem Zusammenbruch des Ancien Régime (1798) gehörte das Gebiet von Villorsonnens während der Helvetik bis 1803 zum Bezirk Romont, danach zum Bezirk Farvagny und wurde mit der neuen Kantonsverfassung 1848 in den Bezirk Glâne eingegliedert.
Im Rahmen der vom Kanton Freiburg seit 2000 geförderten Gemeindefusionen wurden die Dörfer Chavannes-sous-Orsonnens, Orsonnens, Villargiroud und Villarsiviriaux mit Wirkung auf den 1. Januar 2001 zusammengelegt. Die neu entstandene politische Gemeinde erhielt den Kunstnamen Villorsonnens.